# Andries Noppert
Andries Noppert (n. 7 aprilie 1994, Heerenveen, Țările de Jos) este un fotbalist profesionist neerlandez care evoluează pe postul de portar la clubul din Eredivisie Heerenveen și este internațional cu echipa națională a Țărilor de Jos. 

## Carieră
În ianuarie 2018, Noppert s-a alăturat clubului italian Foggia. 
Pe 12 septembrie 2019, Noppert a semnat cu Dordrecht.  În ianuarie 2021, a semnat cu Go Ahead Eagles până la sfârșitul sezonului.  Noppert s-a întors la Heerenveen pe 16 mai 2022, semnând un contract de doi ani. 

## Carieră internațională
Noppert a fost convocat la echipa națională a Țărilor de Jos în septembrie 2022.  În noiembrie din același an, a fost inclus în lotul echipei naționale de 26 de jucători pentru Campionatul Mondial de Fotbal 2022 din Qatar.  Noppert și-a făcut debutul internațional în meciul de deschidere al țării sale în turneu împotriva Senegalului, într-o victorie cu 2-0. 

## Statistici

### Cu echipa națională
La meciul jucat pe 3 decembrie 2022.
| Echipa națională | An    | Selecții | Goluri |
| ---------------- | ----- | -------- | ------ |
| Țările de Jos    | 2022  | 4        | 0      |
| Total            | Total | 4        | 0      |